# لوندرينا
لوندرينا (Londrina) مدينة تقع في شمال ولاية بارانا جنوب البرازيل. وتبعد 369 كم عن عاصمة الولاية كوريتيبا.

## المناخ
يظهر الجدول التالي التغييرات المناخية على مدار السنة للوندرينا:
| البيانات المناخية لـلوندرينا       | البيانات المناخية لـلوندرينا | البيانات المناخية لـلوندرينا | البيانات المناخية لـلوندرينا | البيانات المناخية لـلوندرينا | البيانات المناخية لـلوندرينا | البيانات المناخية لـلوندرينا | البيانات المناخية لـلوندرينا | البيانات المناخية لـلوندرينا | البيانات المناخية لـلوندرينا | البيانات المناخية لـلوندرينا | البيانات المناخية لـلوندرينا | البيانات المناخية لـلوندرينا | البيانات المناخية لـلوندرينا |
| الشهر                              | يناير                        | فبراير                       | مارس                         | أبريل                        | مايو                         | يونيو                        | يوليو                        | أغسطس                        | سبتمبر                       | أكتوبر                       | نوفمبر                       | ديسمبر                       | المعدل السنوي                |
| ---------------------------------- | ---------------------------- | ---------------------------- | ---------------------------- | ---------------------------- | ---------------------------- | ---------------------------- | ---------------------------- | ---------------------------- | ---------------------------- | ---------------------------- | ---------------------------- | ---------------------------- | ---------------------------- |
| الدرجة القصوى °م (°ف)              | 37.3 (99.1)                  | 37.5 (99.5)                  | 36.7 (98.1)                  | 34.9 (94.8)                  | 32.0 (89.6)                  | 31.0 (87.8)                  | 31.3 (88.3)                  | 33.3 (91.9)                  | 37.6 (99.7)                  | 36.5 (97.7)                  | 39.0 (102.2)                 | 39.3 (102.7)                 | 39.3 (102.7)                 |
| متوسط درجة الحرارة الكبرى °م (°ف)  | 30.0 (86.0)                  | 30.1 (86.2)                  | 29.8 (85.6)                  | 28.0 (82.4)                  | 25.1 (77.2)                  | 23.5 (74.3)                  | 23.8 (74.8)                  | 25.8 (78.4)                  | 26.9 (80.4)                  | 28.1 (82.6)                  | 29.4 (84.9)                  | 29.3 (84.7)                  | 27.5 (81.5)                  |
| المتوسط اليومي °م (°ف)             | 23.9 (75.0)                  | 24.1 (75.4)                  | 23.4 (74.1)                  | 21.3 (70.3)                  | 18.3 (64.9)                  | 16.7 (62.1)                  | 16.7 (62.1)                  | 18.4 (65.1)                  | 20.0 (68.0)                  | 21.5 (70.7)                  | 22.9 (73.2)                  | 23.4 (74.1)                  | 20.9 (69.6)                  |
| متوسط درجة الحرارة الصغرى °م (°ف)  | 19.4 (66.9)                  | 19.5 (67.1)                  | 18.6 (65.5)                  | 16.0 (60.8)                  | 13.1 (55.6)                  | 11.5 (52.7)                  | 11.1 (52.0)                  | 12.4 (54.3)                  | 14.2 (57.6)                  | 16.0 (60.8)                  | 17.4 (63.3)                  | 18.6 (65.5)                  | 15.6 (60.1)                  |
| أدنى درجة حرارة °م (°ف)            | 12.0 (53.6)                  | 13.0 (55.4)                  | 8.2 (46.8)                   | 4.8 (40.6)                   | 0.0 (32.0)                   | −2.8 (27.0)                  | −0.5 (31.1)                  | 0.3 (32.5)                   | 3.0 (37.4)                   | 7.6 (45.7)                   | 8.8 (47.8)                   | 11.3 (52.3)                  | −2.8 (27.0)                  |
| الهطول مم (إنش)                    | 235.6 (9.28)                 | 173.5 (6.83)                 | 137.4 (5.41)                 | 107.8 (4.24)                 | 106.9 (4.21)                 | 96.5 (3.80)                  | 69.1 (2.72)                  | 60.0 (2.36)                  | 104.3 (4.11)                 | 177.1 (6.97)                 | 134.4 (5.29)                 | 230.3 (9.07)                 | 1٬633 (64.29)                |
| متوسط أيام هطول الأمطار (≥ 1.0 mm) | 14                           | 12                           | 11                           | 7                            | 7                            | 6                            | 5                            | 5                            | 7                            | 10                           | 9                            | 13                           | 106                          |
| متوسط الرطوبة النسبية (%)          | 73                           | 76                           | 75                           | 72                           | 74                           | 73                           | 72                           | 67                           | 67                           | 67                           | 69                           | 68                           | 71.1                         |
| ساعات سطوع الشمس الشهرية           | 193.1                        | 190.0                        | 216.2                        | 229.8                        | 217.4                        | 209.0                        | 232.5                        | 223.7                        | 176.6                        | 183.8                        | 194.5                        | 197.9                        | 2٬464٫5                      |
| المصدر: INMET                      |                              |                              |                              |                              |                              |                              |                              |                              |                              |                              |                              |                              |                              |

## تشكيلة السكان
| فصيلة السكان          | النسبة |
| --------------------- | ------ |
| بيض                   | 74.2%  |
| عرق خليط (بني البشرة) | 18.3%  |
| آسيويون               | 3.6%   |
| سود                   | 3.4%   |
| أمريكيون أصليون       | 0.3%   |

## توأمة
للوندرينا اتفاقيات توأمة مع كل من:
- مودينا
- توليدو
- غيمارايش (أبريل 1987 - )[4]
- تشنجيانغ
- ناغو

## أعلام
- ديوناتان تيكسيرا
- رافينيا
- دومينغوس جبريل ويسينويسكي
- نالدو
- فرناندينيو